# Свенцы (род)
Свенцы (пол. Święcowie, кашуб. Swãcowie) — могущественный поморский дворянский род, сыгравший особую политическую роль на рубеже XIII-XIV веков. После 1307 года Свенцы получили в наследственное владение домен в Средней Померании. Фамильный герб рода Свенцев — «Рыбогриф».

## История
Свенцы были самым крупным и влиятельным родом Гданьского (Восточного) Поморья. В правление князя Мстивоя II (1271—1294) Свенцы занимали должности воеводы гданьского, слупского и поморского. Сын Свенца, Пётр из Нове, ставший канцлером, в 1299 году получил от краковского князя Владислава Локетка высокую должность канцлера Поморья, а в 1305 году от короля Вацлава II — старосты Восточной Померании.
После перехода Гданьского Поморья под власть краковского князя Владислава Локетка Свенцы перешли в оппозицию к новому монарху. Братья Пётр, Ясько и Вавржинец, отстраненные от занимаемых должностей, 17 июля 1307 года заключили договор в Ледово с маркграфами Бранденбургскими, обещая им оказать помочь в завоевании Гданьского Поморья. Взамен бранденбургские маркграфы должны были передать Свенцам в наследственное владения (Славно, Дарлово, Полянув, Тухолю и Нове) и должность воевод слупских. Пётр из Нове зимой 1307/1308 года был заключен в тюрьму по приказу Владислава Локетка, что не помешало вторжению бранденбуржцев. Хотя бранденбургские маркграфы смогли удержать за собой только западную часть Гданьского Поморья (с центром с Слупске), Свенцы получили в наследственное владение (под сюзеренитетом маркграфов Бранденбурга, а с 1317 года князей Западной Померании) Славно, Дарлово и Полянув, где они правили до 1347 года. Основная линия Свенцев прервалась после 1357 года.

## Генеалогия
- Свенца (ум. 1308), воевода слупский, гданьский и поморский
  - Пётр из Нове и Полянува (ум. 1327), канцлер Померании, владелец Нове
    - Пётр из Нове, владелец Тухоли

  - Ян из Славно (ум. 1347), владелец Славно
    - Пётр из Славно
    - Вавржинец из Славно

  - Вавржинец из Дарлова (ум. 1317), владелец Дарлово
    - Ясько из Дарлово
    - Наталия